# Pattali Makkal Katchi

Pattali Makkal Katchi (பாட்டாளி மக்கள் கட்சி, förkortat PMK), tamilskt, kastbaserat politiskt parti, ingående i valalliansen National Democratic Alliance fram till december 2003, och följaktligen regeringsparti från 1999-2003. PMK domineras av Vanniyarkasten. Vid valen 2004 anslöt sig PMK till United Progressive Alliance.
PMK har förespråkat att delstaten Tamil Nadu ska delas i två, något som uppfattats som "kastistiskt".
Numera ingår partiet i den breda tamilska fronten Democratic Progressive Alliance där även Dravida Munnetra Kazhagam, Kongresspartiet, Marumalarchi Dravida Munnetra Kazhhagam, Communist Party of India och Communist Party of India - Marxist ingår.